# Rosina Lawrence
Rosina Lawrence (Ottawa, 30 dicembre 1912 – New York, 23 giugno 1997) è stata un'attrice, cantante e ballerina statunitense.

## Biografia
Nacque il 30 dicembre 1912 in Canada da George e Annie Luise Lawrence. Nel 1921 la famiglia Lawrence si trasferì in California dove il padre di Rosina trovò lavoro come costruttore di set presso gli studi cinematografici. Tale impiego gli permise di introdurla agli agenti addetti ai casting dei film.
All'età di 16 anni la Lawrence prese lezioni di danza come terapia per il recupero fisico resosi necessario a causa di una paralisi che aveva coinvolto la parte sinistra del suo corpo, e proprio la danza le permise di entrare nel mondo del cinema lavorando inizialmente come ballerina.
All'età di 20 anni fu assunta presso i Fox Studios. Interpretò alcuni film assieme ad attori come Alice Faye, Edward Everett Horton ed altri.
Nel 1936 ottennè un contratto a lungo termine con gli Hal Roach Studios.
Nella sua breve carriera è conosciuta per aver interpretato il personaggio di Mary Roberts nel film di Stanlio e Ollio I fanciulli del West (1937). Interpretò poi il ruolo dell'insegnante Miss Lawrence (o Miss Jones) nelle commedie delle Simpatiche canaglie (1936) e quello di Alice Lowell nel film L'ora che uccide (1936).
Nel 1939 sposò il giudice italoamericano P. Marchisio e lasciò la recitazione per dedicarsi alla famiglia. Il suo ultimo film fu In campagna è caduta una stella (1939), diretto da Eduardo De Filippo. Marchisio morì nel 1973 e nel 1987 la Lawrence sposò il biografo di Stanlio e Ollio, John McCabe.

### Morte
Morì di cancro a New York City il 23 giugno 1997 all'età di 84 anni. Dopo i funerali, la Lawrence venne cremata.

## Filmografia parziale
- A Lady of Quality, regia di Hobart Henley (1924)
- Broadway, regia di Paul Fejos (1929)
- Your Uncle Dudley, regia di Eugene Forde e James Tinling (1935)
- Mister Cinderella, regia di Edward Sedgwick (1936)
- Sulla strada sbagliata (On The Wrong Trek), regia di Charley Chase (1936)
- L'ora che uccide (Charlie Chan's Secret), regia di Gordon Wiles (1936)
- Arbor Day, regia di Fred Newmeyer (1936)
- Bored of Education, regia di Gordon Douglas (1936)
- General Spanky, regia di Fred C. Newmeyer e Gordon Douglas (1936)
- Reunion in Rhythm, regia di Gordon Douglas (1937)
- I fanciulli del West - Allegri vagabondi (Way Out West) di James W. Horne (1937)
- Scegliete una stella (Pick a Star), regia di Edward Sedgwick (1937)
- In campagna è caduta una stella, regia di Eduardo De Filippo (1939)